# 金融系統
金融系統或金融體系是指一个允许金融市场参与者（如贷款人、投资者和借款人）之间交换资金的系统。金融体系在国家和全球层面上运作。金融體系由复杂、密切相关的金融服务、金融市场、金融工具和金融机构（例如銀行）组成，旨在为投资者和存款人之间提供有效和定期的联系。